# Kantenstauchwiderstand
Der Kantenstauchwiderstand {\displaystyle R} (ECT-Wert – Edge Crush Test) gibt Auskunft darüber, mit welcher maximalen Kraft eine Wellpappenprobe mit einer definierten Länge und Höhe (100 mm ×  25 mm) beansprucht wurde. Der Kantenstauchwiderstand {\displaystyle R}, ausgedrückt in Kilonewton je Meter (kN/m), wird berechnet durch die Gleichung: {\displaystyle R=0{,}01\cdot {\overline {F}}_{\mathrm {max} }}, wobei {\displaystyle {\overline {F}}_{\mathrm {max} }} der Mittelwert der Maximalkraft ist und in Newton angegeben wird.
Genaueres regelt die DIN EN ISO 3037, Feb 1996.
Der ECT-Wert kann zur näherungsweisen Berechnung der Stapelstauchfähigkeit eines Kartons (BCT-Wert) herangezogen werden.
Zur Berechnung des BCT-Wertes ist die Formel nach McKee am einfachsten, aber auch am ungenauesten. Das Verhältnis von Höhe zu Umfang muss größer als 1:7 sein; selbst dann gelten noch viele Vorbehalte.
McKee-Formel: BCT (kN) = 5,876 × ECT (kN/m) × Wurzel aus [Schachtelumfang (mm) × Wellpappendicke (mm)]
{\displaystyle {\color {Blue}BCT}=5{,}876\cdot {\color {Red}ECT}\cdot {\sqrt {U\cdot d}}}
Falls man den Umfang in cm statt in mm einsetzt ergibt sich wegen {\displaystyle 5{,}876\cdot {\sqrt {0{,}1}}=1{,}86} die Form
BCT = 1,86 × ECT × Wurzel aus [Schachtelumfang (cm) × Wellpappendicke (mm)].
{\displaystyle {\color {Blue}BCT}=1{,}86\cdot {\color {Red}ECT}\cdot {\sqrt {U\cdot d}}}